# Microrregión de Meruoca
La microrregión de la Meruoca es una de las  microrregiones del estado brasileño del Ceará perteneciente a la mesorregión  Noroeste Cearense. Su población fue estimada en 2005 por el IBGE en 22.243 habitantes y está dividida en dos municipios. Posee un área total de 283,538 km².

## Municipios
- Alcântaras
- Meruoca

- Datos: Q2718008